# Бухарестский ботанический сад

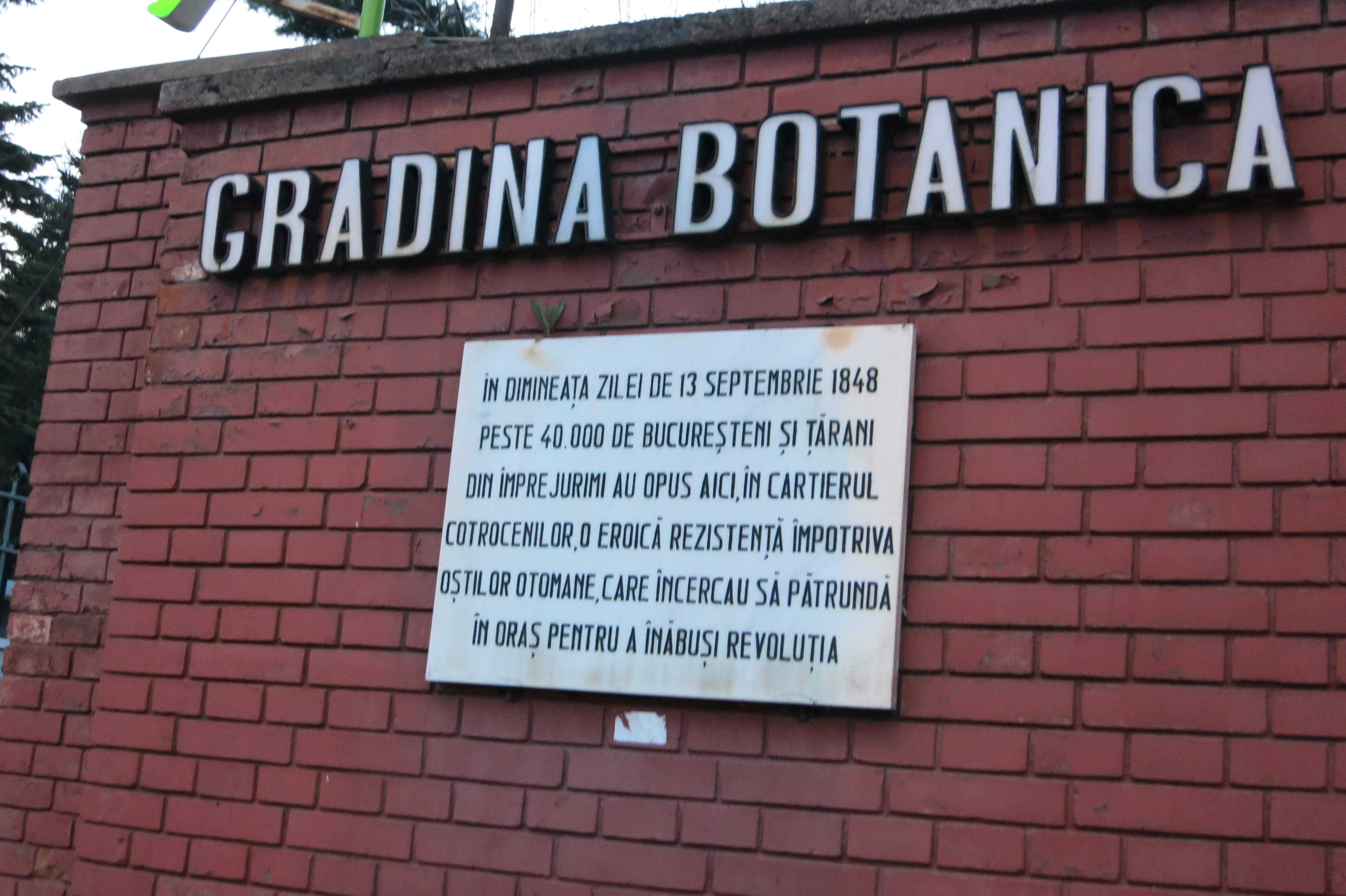

Бухарестский ботанический сад (рум. Grădina Botanică din Bucureşti) был образован в 1860 году, расположен в Бухаресте в районе Котрочень. Назван в память основателя Димитрие Брындзэ. Ботанический сад занимает территорию 17,5 га с оранжереей в 4 тыс. кв. м., содержит около 10 тысяч видов растений.

## История
Первый ботанический сад Бухареста был основан в 1860 году близ медицинского факультета Университета Бухареста Каролом Давила (ныне университет носит его имя). В 1884 году он был перенесён на его нынешнее место румынским ботаником Димитрие Брандза и бельгийским архитектором-дизайнером Фушем. Сад был открыт в 1891 году после завершения строительства оранжереи. Сад пострадал во время Первой мировой войны, когда его занимала оккупационная германская армия. Во время Второй мировой войны часть сада была повреждена в результате англо-американских бомбардировок 1944 года. 
В саду имеется ботанический музей, который расположен в здании, сооружённом в брынковянском стиле. Музей содержит 5 тыс. видов растений, включая 1 тыс. экзотических.